# 冒舒諲
冒舒諲（1914年—1999年9月16日）原名冒景琦，字孝容，笔名舒諲，江苏如皋人，生于浙江温州。中华民国及中華人民共和國作家、记者、戏剧家、编辑、金融学家:357。

## 生平
早年肄业于苏州东吴大学。1934年毕业于暨南大学经济系。中华民国时期任编辑、记者多年，并从事戏剧事业。历任广东省剧协常务理事，中国青年记者协会会员，全国文协会员。
中华民国时期，他是知名记者、演员，又因家世背景深，所以跟国共两党高层人物有不少交往。曾见过蒋介石。抗日战争爆发后，随国民政府撤到陪都重庆，积极从事抗日救亡运动，曾以记者身份赴延安访问毛泽东、朱德等，单独采访毛泽东并与毛泽东秉烛长谈，正面报道陕甘宁边区。他还创作了抗战话剧《董小宛》，此剧在陪都重庆的演出盛况空前。他与1930年代至1940年代中国文化名流郭沫若、梅兰芳、周信芳、胡蝶、田汉、费穆、许幸之、姚克、凤子、唐槐秋、唐纳、江青等都很熟悉。唐纳与他是东吴大学的同学。他是1930年代中国重要的影评人之一。
冒舒諲自陈是1933年单线入党的中共秘密党员。直到1990年代，开会时遇到当年中共地下党的一位老领导，舒諲才想到要恢复中共党组织关系，但最终也没有办理相关手续。
中华人民共和国成立前夕，1948年冒舒諲潜赴河北省石家庄，进入中国人民银行总行工作。1949年7月任中华全国文学艺术工作者代表大会特约代表。中华人民共和国成立后，长期从事金融经济工作。历任中国人民银行总行编辑主任、中国人民银行专门委员、《中国金融》总编辑、《大公报・金融周刊》主编、中国人民银行金融研究所研究员。1957年整风运动期间，在反右运动爆发前夜，舒諲陪父亲冒廣生到中南海面见毛泽东。舒諲随即在1957年反右运动中遭受批判，被打成“右派分子”。文革结束后获得平反。1982年离休，同年加入中国作家协会。他还是中国戏剧家协会、中国电影家协会会员。
1986年1月8日为周恩来逝世十周年忌日，舒諲所写《周总理话家常》刊登在当日《人民日报》上。为纪念毛泽东逝世十周年，舒諲写出《一九五七年夏季，我又见到了毛主席》一文，刊登在1986年9月15日《光明日报》上。
1999年9月16日，冒舒諲在家中病逝，享年85岁。

## 著作
- 通讯集《边区实录》
- 散文特写集《扫叶集》、《万里烽云》、《饮食男女》、《微生断梦》
- 译著长篇小说《爱国者》[2]
- 散文集《孤月此心明》
- 剧作《精忠报国》、《董小宛》

## 家庭
- 父：冒廣生
- 妻：诸玉[3]